# イギリス保護領ナイジェリア

ナイジェリア植民地及び保護領
ナイジェリア連邦
Colony and Protectorate of Nigeria (英語)
Federation of Nigeria (英語)

国歌: God Save the King（英語）
国王陛下万歳（1914年 ‐ 1952年）

God Save the Queen（英語）
女王陛下万歳（1952年 ‐ 1960年）

地図中の赤がナイジェリア

ナイジェリア保護領（ナイジェリアほごりょう、英語: Protectorate of Nigeria）は、19世紀中頃から1960年10月1日の独立まで、イギリスによって統治されていた植民地および保護領である。イギリスは1861年にラゴスを併合し、1884年にはオイルリバーズ保護領を設置した。19世紀を通じて、イギリスのニジェール地域における影響力は徐々に強まっていったが、実際にこの地域を占領したのは1885年になってからである。他のヨーロッパ諸国も、1885年のベルリン会議において、同地域に対するイギリスの支配を承認した。

## 解説
1954年から1960年の名称は、ナイジェリア連邦（ナイジェリアれんぽう、英語: Federation of Nigeria）。イギリスは1861年にラゴス植民地を併合し、オイルリバーズ保護領を成立させる。ニジェール地域におけるイギリスの影響力は徐々に増していったが、イギリスがこの地域を実質的に占領していたのは1885年までだった。ベルリン会議にてヨーロッパ列強も、この地域におけるイギリスの支配を承認した。 
フレデリック・ルガード総督の要請によって、北部ナイジェリア保護領と南部ナイジェリア保護領は三つの地域（北部保護領、南部保護領、ラゴス植民地）の間で自治権を維持しながら、ナイジェリア植民地及び保護領として統合した。ナイジェリアの植民地支配は1900年から1960年まで続き、その後独立した。

## 経済・財政
イギリス財務省は当初、内陸部にある北部ナイジェリア保護領を支援するため、毎年25万ポンド以上の補助金を出していた。保護領の歳入は急速に増加し、1901年には4,424ポンドだったものが、1910年には274,989ポンドに達した。一方、南部保護領は当初から自立的に財政を賄っており、同じ期間に歳入は361,815ポンドから1,933,235ポンドへと増加した。
イギリスはこの地域の政治的支配を確立した後、課税制度を導入した。これは、先住アフリカ人を自給自足の農業から賃労働へと移行させることを狙ったものであった。公共事業のために強制労働が直接用いられることもあった。これらの政策は、しばしば現地住民の抵抗を招いた。